# Illes dels Països Catalans
Les illes dels Països Catalans són una trentena d'illes ubicades a la mar Mediterrània dins el territori marítim de Catalunya, Balears i València. Les illes amb més superfície i població es troben a l'arxipèlag balear, entre les quals cal destacar Mallorca, Menorca, Eivissa i Formentera.
| Localització  | Localització   | Localització          | Topònim               | km²       |
| ------------- | -------------- | --------------------- | --------------------- | --------- |
| Catalunya     | Catalunya Nord | El Barcarès i Leucata | l'Illa                | 6,700     |
| Catalunya     | Girona         | El Port de la Selva   | Illa de Cap de Bol    | 0,004     |
| Catalunya     | Girona         | Cadaqués              | S'Encalladora         | 0,055     |
| Catalunya     | Girona         | Cadaqués              | Massa d'Oros          | 0,007     |
| Catalunya     | Girona         | Cadaqués              | Portlligat            | 0,084     |
| Catalunya     | Girona         | Cadaqués              | S'Arenella            | 0,025     |
| Catalunya     | Girona         | Llançà                | Castellar             | 0,022     |
| Catalunya     | Girona         | Torroella de Montgrí  | Illot de Cala Ferriol | 0,002     |
| Catalunya     | Girona         | L'Estartit            | Medes                 | 0,220     |
| Catalunya     | Girona         | Palamós               | Formigues             | 0,018     |
| Catalunya     | Tarragona      | Sant Jaume d'Enveja   | Buda                  | 10,000    |
| Balears       | Eivissa        | diversos              | Eivissa               | 571,040   |
| Balears       | Formentera     | Formentera            | Formentera            | 83,200    |
| Balears       | Formentera     | Formentera            | S'Espalmador          | 1,370     |
| Balears       | Mallorca       | diversos              | Mallorca              | 3.620,420 |
| Balears       | Mallorca       | Andratx               | Dragonera             | 2,520     |
| Balears       | Mallorca       | Palma                 | Cabrera               | 11,530    |
| Balears       | Menorca        | diversos              | Menorca               | 694,390   |
| Balears       | Menorca        | Es Mercadal           | Tosqueta              | 0,055     |
| Balears       | Menorca        | Es Migjorn Gran       | Binicodrell           | 0,004     |
| Balears       | Menorca        | Maó                   | Colom                 | 0,580     |
| Balears       | Menorca        | Maó                   | Illa del Rei          | 0,044     |
| Balears       | Menorca        | Sant Lluís            | Aire                  | 0,340     |
| País Valencià | Alacant        | Alacant               | Tabarca               | 0,403     |
| País Valencià | Alacant        | Benidorm              | Benidorm              | 0,072     |
| País Valencià | Alacant        | Xàbia                 | Illa del Descobridor  | 0,025     |
| País Valencià | Alacant        | Xàbia                 | Illa del Portitxol    | 0,083     |
| País Valencià | Castelló       | Castelló de la Plana  | Columbretes           | 0,190     |